# Gran China

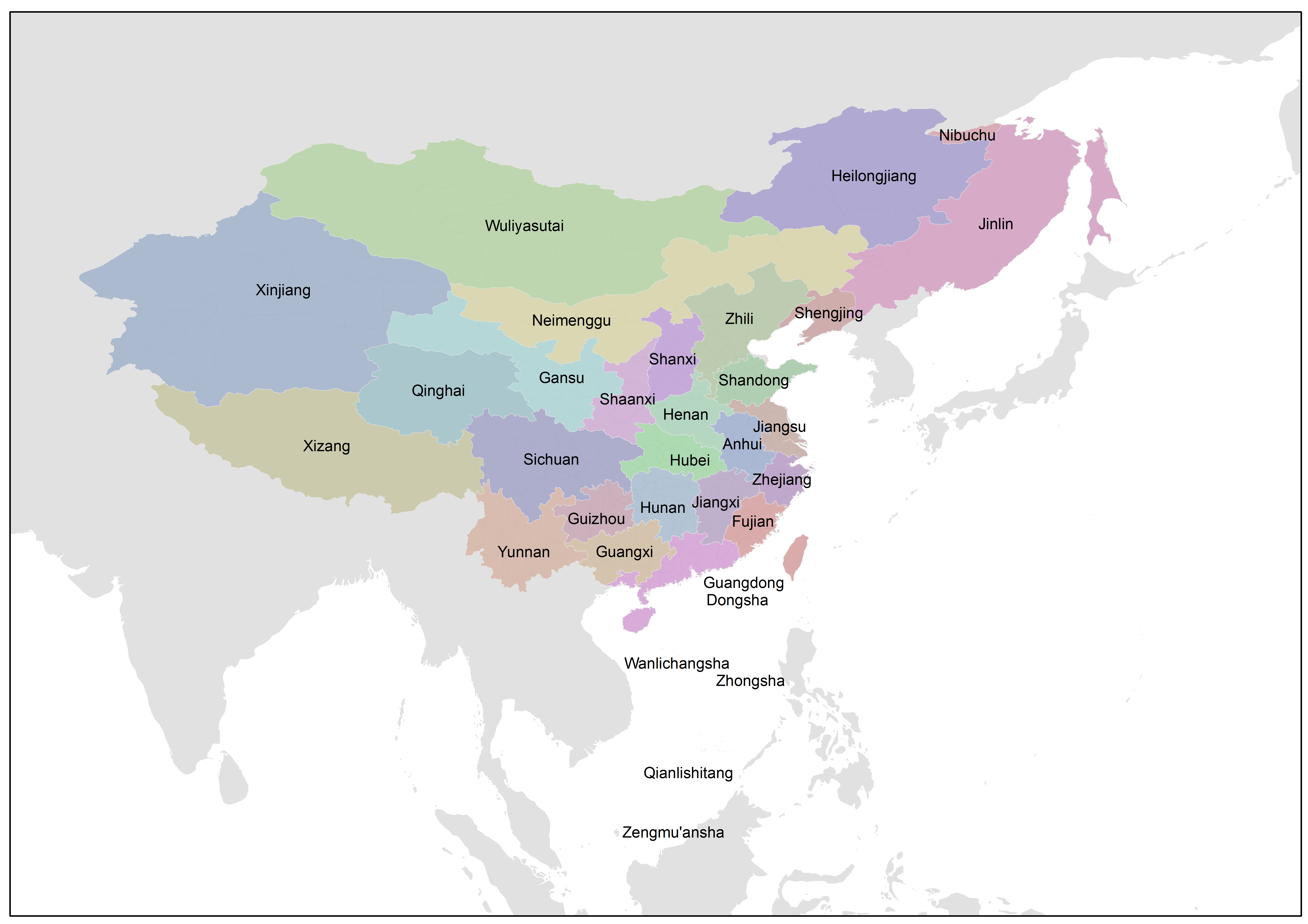
El imperio de la dinastía Qing en 1820, máxima extensión territorial que ha tenido China en su historia.

Cambios territoriales en China a través de su historia.

Gran China, región de Gran China o, simplemente, China, es una región cultural que se extiende por gran parte de Asia Oriental, donde se encuentra una de las civilizaciones más antiguas y con mayor población del mundo, organizada en una serie de entidades políticas que tienen continuidad desde el siglo VI a. C.. El alcance puede variar en cuanto a las regiones geográficas a las que engloba.
En términos generales, actualmente abarca la China continental, las regiones administrativas especiales de Hong Kong y Macao, y una serie de islas entre las que se destaca Taiwán. Limita con otras áreas culturales asiáticas como la India, el Sudeste Asiático, Mongolia, Rusia, Corea y Japón, así como con las culturas instaladas en Oceanía.
La presencia humana en la región se remonta a entre 300 000 y 550 000 años atrás, referenciada en uno de los primeros especímenes del homo erectus, conocido como el hombre de Pekín. Posee el sistema de escritura de uso continuo más antiguo y es lugar de numerosos inventos y desarrollos tecnológico-culturales de gran impacto en la cultura humana moderna, como el papel, la universidad, las enciclopedias, la hidrología, la brújula, la pólvora, la filosofía, técnicas militares, el papel moneda, la tinta china, la navegación oceánica y la imprenta. Históricamente, la esfera cultural y comercial de China se ha extendido a través de Asia, hasta alcanzar África y Europa, destacándose el sistema de comunicaciones conocido como la Ruta de la Seda. Sus creencias, costumbres y sistemas de escritura fueron adoptados en diversos grados por sus vecinos tales como Japón, Corea y Vietnam.
La última guerra civil (finalizada en 1949) condujo a la aparición de dos entidades políticas que utilizan el nombre "China": La República Popular China, con unos 1400 millones de habitantes y soberanía efectiva en la casi totalidad de la región, y la denominada República de China, con unos 23 millones de habitantes y control efectivo de las islas de Taiwán, Pescadores, Kinmen y Matsu. Desde 1971 las Naciones Unidas reconocen exclusivamente a la República Popular China, que reclama el territorio controlado por Taiwán como propio. 

## Etimología

Caracteres simplificado y tradicional de la palabra "China" en idioma chino. El primer carácter se refiere a "central" y el segundo a "nación".

### Nombres occidentales
La palabra "China" (y similares), usada por muchos idiomas de Europa se deriva de Cin, un nombre persa de China popularizado por Marco Polo. En la antigüedad, el término "china" se refería a la porcelana y tenía una pronunciación diferente al nombre del país, y ambos términos se derivaron de palabras diferentes del persa. Ambas palabras se derivan del término sánscrito para China, Cīnā (चीन). Esta palabra tuvo su primer registro en el Mahābhārata (siglo IV a. C.) y pudo haberse referido originalmente al estado de Qin (秦) (778 a. C. - 207 a. C.), el más occidental de los reinos chinos en esa época, o posiblemente a través de una tribu desconocida que habitó en el Tíbet. Durante el imperio romano, en latín se le llamaba Sina, y también se le ha llamado Sinae, Catay o Seres.

### Nombres chinos
El nombre oficial de China cambiaba a través de las dinastías. El más común era Zhōngguó (中國 en chino tradicional o 中国 en chino simplificado). Se traduce como "nación central" o (tradicionalmente) como "reino del medio".
El nombre Zhōngguó apareció por primera vez en el Shujing (siglo VI a. C.) y fue usado para referirse a la Dinastía Zhou tardía, ya que se creía que ellos eran el "centro de la civilización", mientras que las personas que habitaban en los cuatro puntos cardinales eran llamados Yi del Este, Man del Sur, Rong del Oeste y Di del Norte respectivamente. Algunos textos implican que Zhōngguó originalmente puede referirse a la capital del soberano, diferenciada de la capital de sus vasallos. El uso del término Zhōngguó implicó un reclamo de legitimidad política, y Zhōngguó fue usado a veces por estados que se veían como el único sucesor legítimo de las dinastías chinas anteriores; por ejemplo, en la era de la Dinastía Song del Sur, tanto la Dinastía Jin como el estado de Song del Sur reclamaban ser Zhōngguó.
Zhōngguó comenzó a tener un uso oficial como abreviación de la República de China (Zhonghua Minguo) luego del establecimiento del gobierno en 1912. Con el surgimiento de la República Popular de China, establecida en 1949, esta ahora controla gran parte del área comprendida dentro del concepto tradicional de "China". La República Popular es, en la actualidad, la unidad política más identificada comúnmente con el nombre abreviado Zhōngguó.
La expresión «Gran China» carece de un alcance preciso. Suele ser utilizada para referirse a lazos comerciales, acciones culturales, o incluso como eufemismo para las Dos Chinas (la República Popular de China y la República de China). También es utilizado para describir los lazos comunes entre las regiones geográficas, como por ejemplo en el caso de la televisión en lengua china, películas y entretenimiento musicales los cuales describen comúnmente un aspecto cultural de la Gran China. Asimismo, el término es utilizado con referencia al desarrollo económico-empresarial, como informa Focus Taiwan de la «integración económica en la región de la Gran China».

## Historia

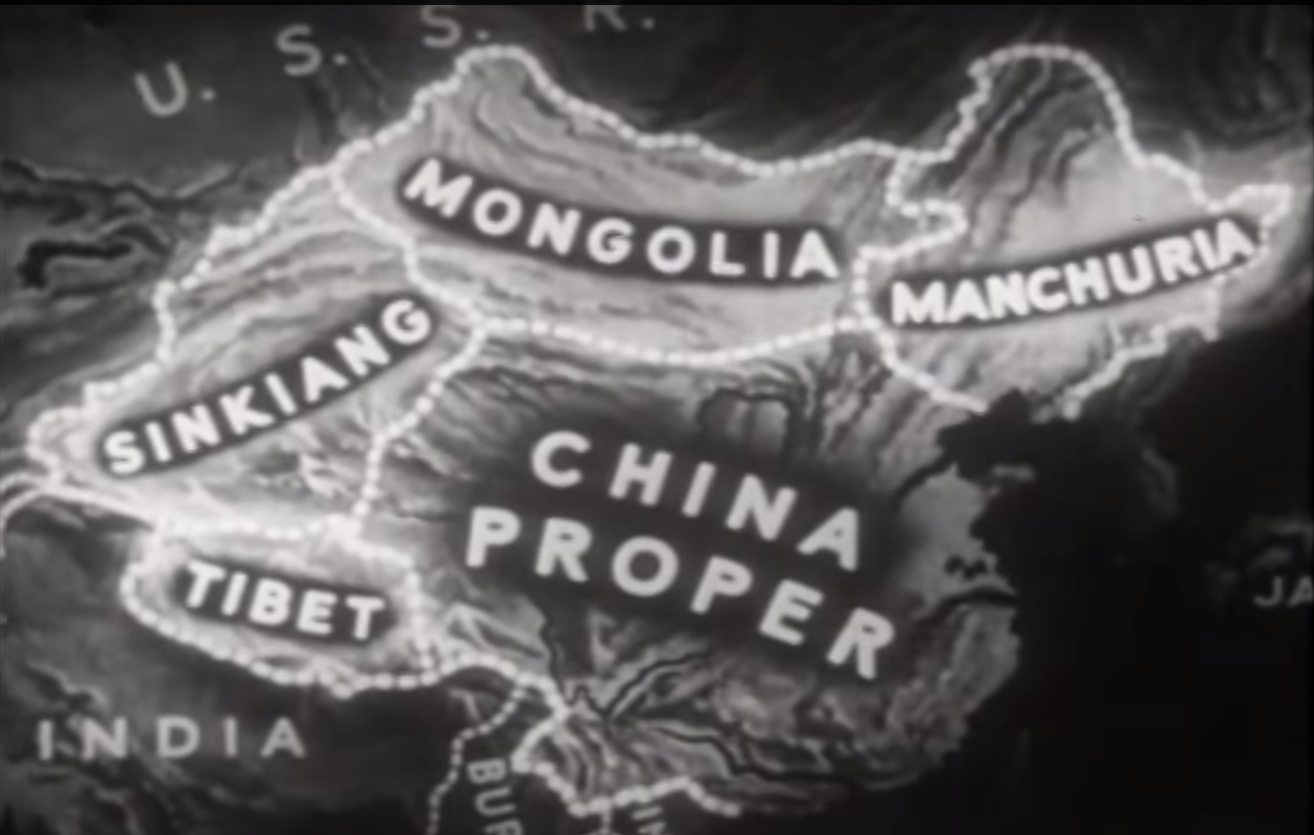
El mapa de "China" en la propaganda estadounidense de la película La batalla de China, distinguiendo de 1944 la "propia China" de Manchuria, "Mongolia" (aquí la Gran Mongolia que incluye tanto el país presente, la provincia china y el Tuvá chino), Sinkiang (moderno Xinjiang), y Tíbet.

El término fue utilizado en la década de 1930 por George Cressey para referirse a todo el Imperio chino, en lugar de la propia China. Fue usado por el gobierno de los Estados Unidos en los mapas de la década de 1940 como un término político, incluidos los territorios reclamados por la República de China que eran parte del imperio anterior, o como un término geográfico para referirse a las características topográficas asociadas con China que pueden o no pueden haber permanecido totalmente dentro de las fronteras políticas chinas. El concepto comenzó a aparecer de nuevo en las fuentes del idioma chino a finales de 1970 refiriéndose a los lazos comerciales crecientes entre la parte continental y Hong Kong con la posibilidad de ampliar estos a Taiwán, en donde quizá el uso de tal referencia se puede ver por primera vez en la revista taiwanesa Changqiao en 1979. El término resurgió posteriormente en la década de 1980 para referirse a los crecientes lazos económicos entre esas mismas regiones, así como la posibilidad de la unificación política. La Gran China no es una entidad institucionalizada como la UE o ASEAN. El concepto es una generalización para agrupar varios mercados estrechamente enlazados económicamente y no implica soberanía.

## Usos de los términos

### Uso en las relaciones culturales y económicas
En el contexto financiero, un número mayor de acciones y fondos existe en la Gran China. Por ejemplo, el ING Fondo de la Gran China invierte el 80 % de sus activos en la región de la Gran China que en su definición "se compone de China, Hong Kong y Taiwán ". Del mismo modo, el Fondo Dreyfus para la Gran China invierte en activos en empresas que "negocien principalmente en China, Hong Kong o Taiwán" o tengan la mayoría de sus activos o ingresos procedentes de esta región del mismo modo que el JF Fondo de la Gran China y HSBC Fondo de la Gran China antes de febrero de 2009 (después de lo cual cayeron los activos taiwaneses de su cartera y se renombró al Fondo HSBC de la Región China).
El término Gran China es utilizado normalmente para referirse a los lazos culturales y económicos entre los territorios pertinentes y no pretende dar a entender que exista una soberanía específica en ella.

### Uso en cuestiones políticas

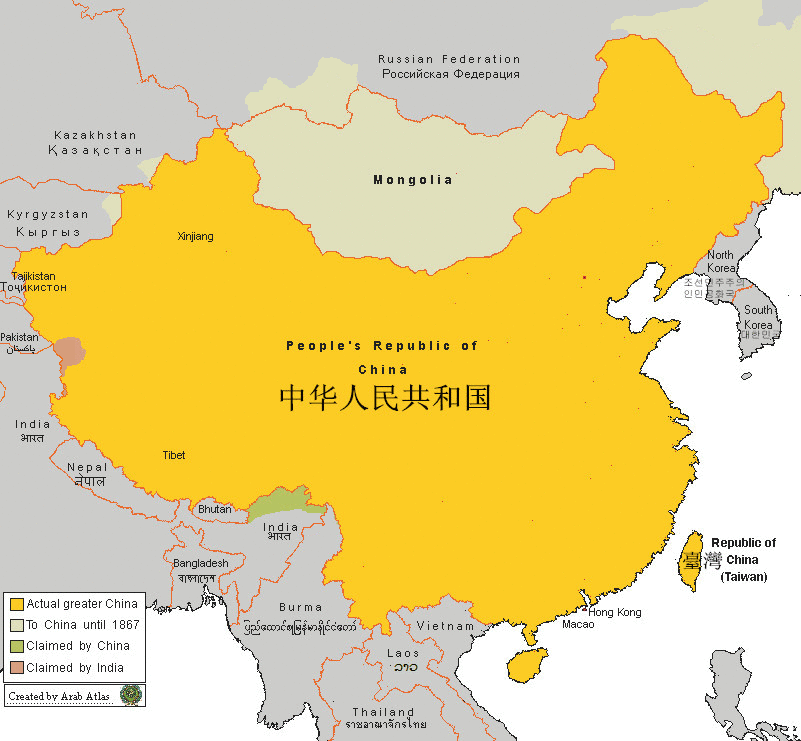
Una concepción moderna de la Gran China (en amarillo).

El término se utiliza a menudo como un intento de evitar la invocación de sensibilidades sobre el estado político de Taiwán. Algunos partidarios de la reunificación de China objetan el término ya que implica que "Gran China" es diferente de China. Para muchos asiáticos, el término es un recordatorio de la "Gran Co-Esfera de Prosperidad de Asia del Este", un eufemismo para la región controlada por el Imperio japonés durante la Segunda Guerra Mundial.
A partir de 1980, cuando el término comenzó a difundirse, empezaron a aparecer objeciones entre quienes representaban los intereses de la China continental. Expresaron su preocupación por la posibilidad de que oportunistas no ciudadanos, motivados más por el beneficio que por la lealtad o el patriotismo, trataran de aprovechar el crecimiento económico chino para fomentar la erosión del estado-nación chino.